# سوناو کاتابوچی

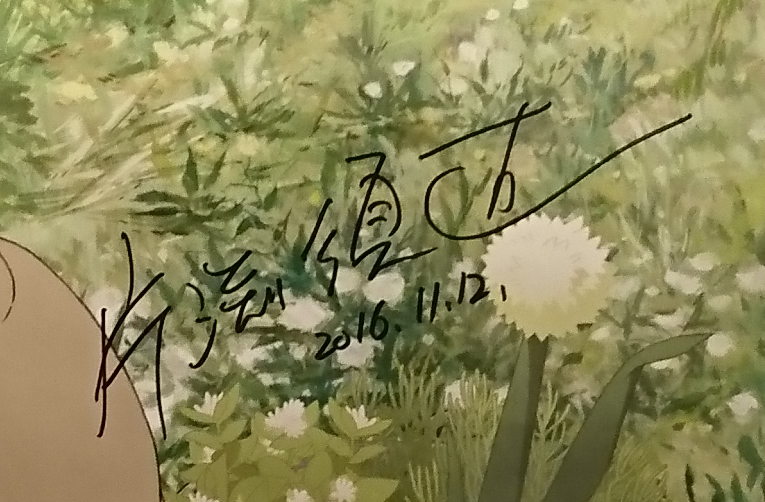
امضای سوناو کاتابوچی، ۲۰۱۶

سوناو کاتابوچی (به انگلیسی: Sunao Katabuchi) فیلم‌نامه‌نویس، هنرمند استوری بورد و کارگردان ژاپنی است. وی استاد پروژه در کالج هنر دانشگاه نیهون است.

## آثار

### فیلم‌ها
- سرویس تحویل کی‌کی - دستیار کارگردان، ۱۹۸۹
- Upon The Planet (この星の上に Kono Hoshi no Ue ni؟) - کارگردان، 1998[۲]
- Princess Arete (アリーテ姫 Arīte Hime؟) - کارگردان، نویسنده، ۲۰۰۱
- مای مای شینکو و معجزه هزار ساله (マイマイ新子と千年の魔法 Maimai Shinko to Sennen no Mahō؟) - کارگردان، نویسنده، ۲۰۰۹
- در گوشه‌ای از این جهان (この世界の片隅に Kono Sekai no Katasumi ni؟) - کارگردان، نویسنده، ۲۰۱۶

### تولیدات تلویزیونی
- شرلوک هوند - نویسنده، ۱۹۸۴–۱۹۸۵
- The Blinkins: The Bear And The Blizzard - کارگردان، 1986[۳]
- سگ مشهور لاسی - کارگردان، ۱۹۹۶
- بلک لاگون - کارگردان، نویسنده، ۲۰۰۶
- Black Lagoon: The Second Barrage - کارگردان، نویسنده، ۲۰۰۶

### اووی‌ای
- Black Lagoon: Roberta's Blood Trail - کارگردان، نویسنده، ۲۰۱۰

### بازی‌های ویدئویی
- Ace Combat 04: Shattered Skies (2001) - کارگردان/نویسنده
- Ace Combat 5: The Unsung War (2004) - داستان نویسنده
- ایس کمبت ۷: آسمان‌های ناشناخته (۲۰۱۹) - داستان نویسنده

### تبلیغات بازرگانی
- Panasonic 3CCD lovery size - Animation کارگردان، ۲۰۰۴
- Toyota ITS Ha:mo Concept movie Road to promise - کارگردان، ۲۰۱۲
- NHK Flowers blossom (花は咲く hana wa saku؟) PV of animation version - کارگردان، 2013[۴][۵]